# Saradżiszwili
Saradżiszwili (gruz. სარაჯიშვილი) – stacja tbiliskiego metra należąca do linii Achmeteli-Warketili. Została otwarta 7 stycznia 1989 roku. Stacja została nazwana na cześć gruzińskiego naukowca, przedsiębiorcy i filantropa Davida Sarajiszwilego (1848–1911).
Przed 1992 rokiem stacja oficjalnie nazywała się Guramiszwili (gruz. გურამიშვილი), na cześć XVIII-wiecznego gruzińskiego poety Dawita Guramiszwilego.